# Francesco Gasparini
Francesco Gasparini, italijanski baročni skladatelj in pedagog, * 1661, † 22. februar 1727.
Bil je glasbeni direktor Pio Ospedale della Pietà, kjer je zaposlil tudi Vivaldija.